# Floirac (Lot)
Pour les articles homonymes, voir Floirac.
Floirac est une commune française, située dans le nord du département du Lot en région Occitanie.
Elle est également dans le causse de Gramat, le plus vaste et le plus sauvage des quatre causses du Quercy.
Exposée à un climat océanique altéré, elle est drainée par la Dordogne, la Tourmente et par divers autres petits cours d'eau. Incluse dans le bassin de la Dordogne, la commune possède un patrimoine naturel remarquable : un site Natura 2000 (la « vallée de la Dordogne quercynoise »), trois espaces protégés (le « cours lotois de la Dordogne », les « falaises lotoises (rapaces) » et le « géoparc des causses du Quercy ») et cinq zones naturelles d'intérêt écologique, faunistique et floristique.
Floirac est une commune rurale qui compte 240 habitants en 2022, après avoir connu un pic de population de 1 526 habitants en 1861.  Ses habitants sont appelés les Floiracois ou  Floiracoises.

## Géographie
La commune est située dans le Quercy sur le causse de Floirac. Elle est arrosée par la Dordogne, et bordée au nord-ouest par son affluent, la Tourmente.

### Communes limitrophes
Les communes limitrophes sont  Carennac, Martel, Miers, Montvalent, Saint-Denis-lès-Martel et Vayrac.
|            | Saint-Denis-lès-Martel | Vayrac   |
| Martel     | Floirac                | Carennac |
| Montvalent | Miers                  |          |

### Climat
Pour des articles plus généraux, voir Climat de l'Occitanie et Climat du Lot.
En 2010, le climat de la commune est de type climat océanique altéré, selon une étude s'appuyant sur une série de données couvrant la période 1971-2000. En 2020, Météo-France publie une typologie des climats de la France métropolitaine dans laquelle la commune est dans une zone de transition entre le climat océanique altéré et le climat de montagne ou de marges de montagne et est dans la région climatique Ouest et nord-ouest du Massif Central, caractérisée par une pluviométrie annuelle de 900 à 1 500 mm, maximale en automne et en hiver.
Pour la période 1971-2000, la température annuelle moyenne est de 12,6 °C, avec une amplitude thermique annuelle de 15,5 °C. Le cumul annuel moyen de précipitations est de 949 mm, avec 11,6 jours de précipitations en janvier et 7 jours en juillet. Pour la période 1991-2020, la température moyenne annuelle observée sur la station météorologique la plus proche, située sur la commune de Lunegarde à 25 km à vol d'oiseau, est de 12,6 °C et le cumul annuel moyen de précipitations est de 828,1 mm,. Pour l'avenir, les paramètres climatiques de la commune estimés pour 2050 selon différents scénarios d’émission de gaz à effet de serre sont consultables sur un site dédié publié par Météo-France en novembre 2022.

### Milieux naturels et biodiversité

#### Espaces protégés
La protection réglementaire est le mode d’intervention le plus fort pour préserver des espaces naturels remarquables et leur biodiversité associée,.
La commune est dans le périmètre du « géoparc des causses du Quercy », classé Géoparc en mai 2017 et appartenant dès lors au réseau mondial des Géoparcs, soutenu par l’UNESCO,.
La commune fait également partie du bassin de la Dordogne, un territoire  reconnu réserve de biosphère par l'UNESCO en juillet 2012,.
Deux autres espaces protégés sont présents sur la commune : 
- le « cours lotois de la Dordogne », objet d'un arrêté de protection de biotope, d'une superficie de 569,6 ha[14] ;
- les « falaises lotoises (rapaces) », objet d'un arrêté de protection de biotope, d'une superficie de 6,6 ha[15].

#### Réseau Natura 2000

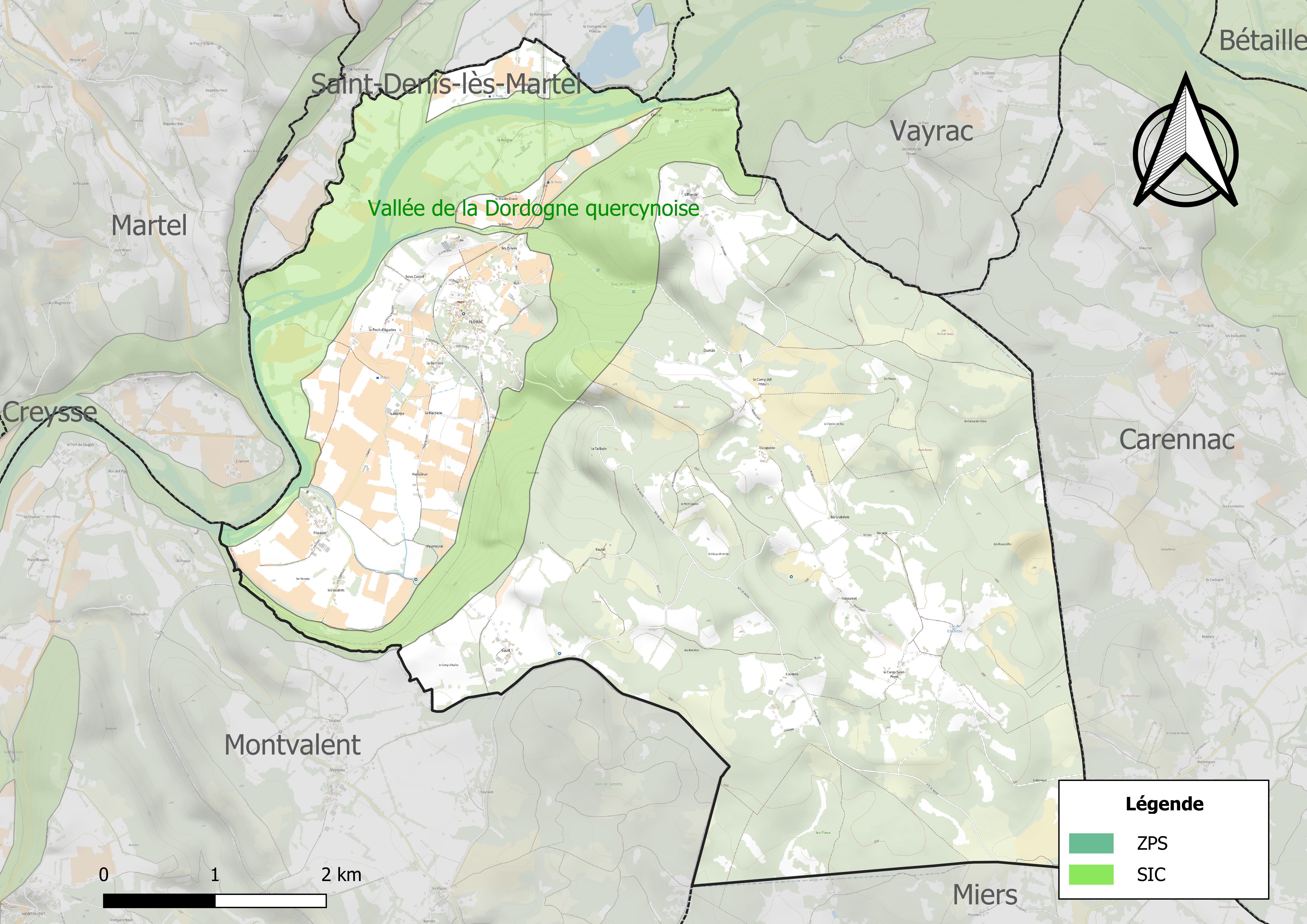
Site Natura 2000 sur le territoire communal.

Le réseau Natura 2000 est un réseau écologique européen de sites naturels d'intérêt écologique élaboré à partir des directives habitats et oiseaux, constitué de zones spéciales de conservation (ZSC) et de zones de protection spéciale (ZPS).
Un site Natura 2000 a été défini sur la commune au titre de la directive habitats : la « vallée de la Dordogne quercynoise », d'une superficie de 5 567 ha, qui présente des milieux aquatiques d'intérêt majeur et de un important éventail des milieux alluviaux qui abritent, outre un nombre significatif d'espèces de l'annexe II, de nombreuses espèces localisées à rares aux niveaux régional ou national.

#### Zones naturelles d'intérêt écologique, faunistique et floristique
L’inventaire des zones naturelles d'intérêt écologique, faunistique et floristique (ZNIEFF) a pour objectif de réaliser une couverture des zones les plus intéressantes sur le plan écologique, essentiellement dans la perspective d’améliorer la connaissance du patrimoine naturel national et de fournir aux différents décideurs un outil d’aide à la prise en compte de l’environnement dans l’aménagement du territoire.
Trois ZNIEFF de type 1 sont recensées sur la commune :
- « la Dordogne quercynoise » (2 081 ha), couvrant 24 communes dont deux en Corrèze, deux en Dordogne et vingt dans le Lot[20], qui comprend de nombreuses espèces déterminantes (soixante-six  animales et cinquante végétales) ;
- les « pelouses sèches et bois de la partie Nord du causse de Gramat et rivière souterraine de Padirac » (3 605 ha), couvrant 10 communes du département[21],
- les « pentes forestières d'Ourjac et Mézels » (167 ha), couvrant 3 communes du département[22] ;

et deux ZNIEFF de type 2, : 
- le « plateau et bassin d'alimentation du système karstique de Padirac » (10 133 ha), couvrant 11 communes du département[23] ;
- la « vallée de la Dordogne quercynoise » (8 758 ha), couvrant 28 communes[Note 4] : deux en Corrèze, deux en Dordogne et vingt-quatre dans le Lot[24].

Carte des ZNIEFF de type 1 et 2 à Floirac.
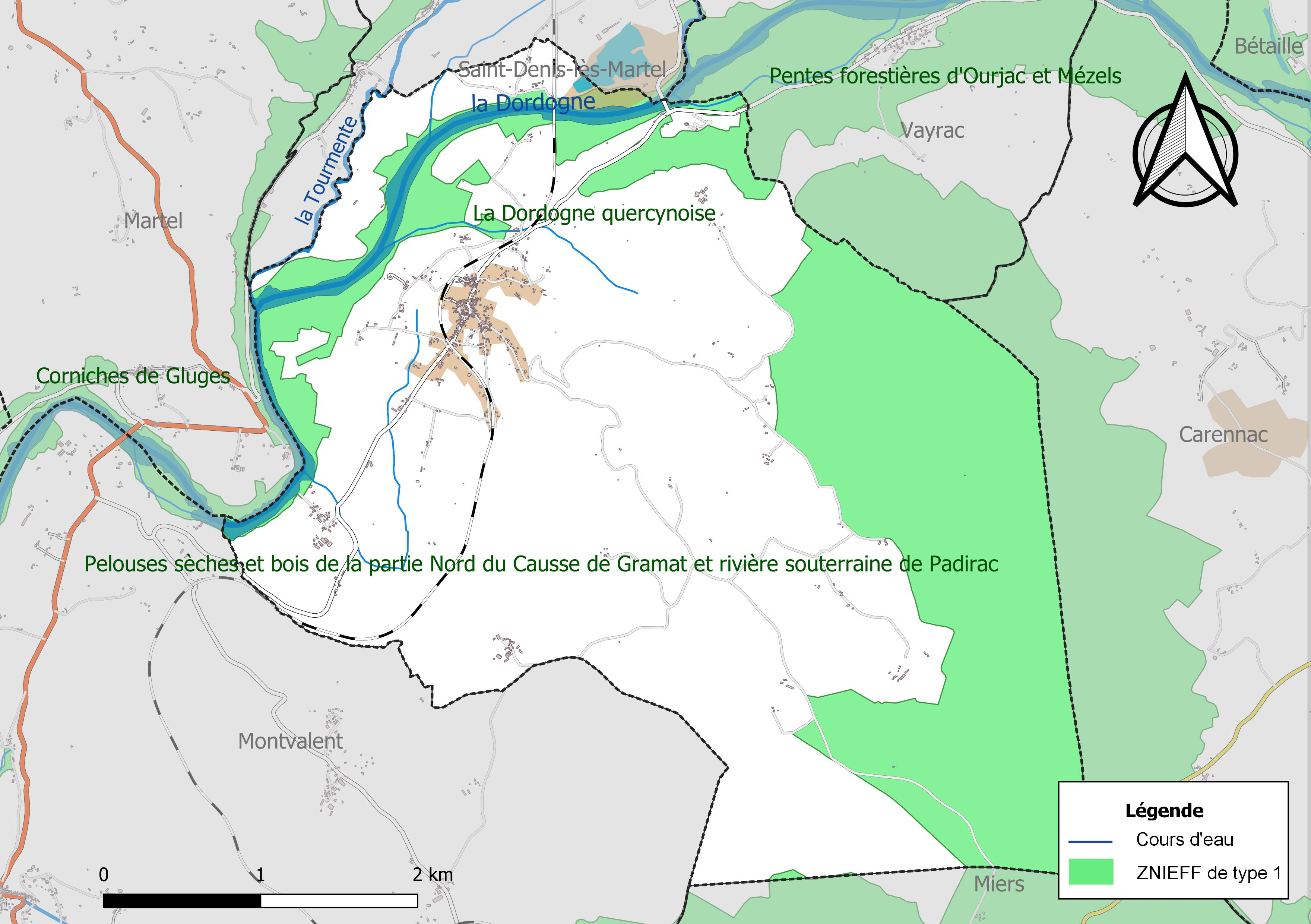
Carte des ZNIEFF de type 1 sur la commune.
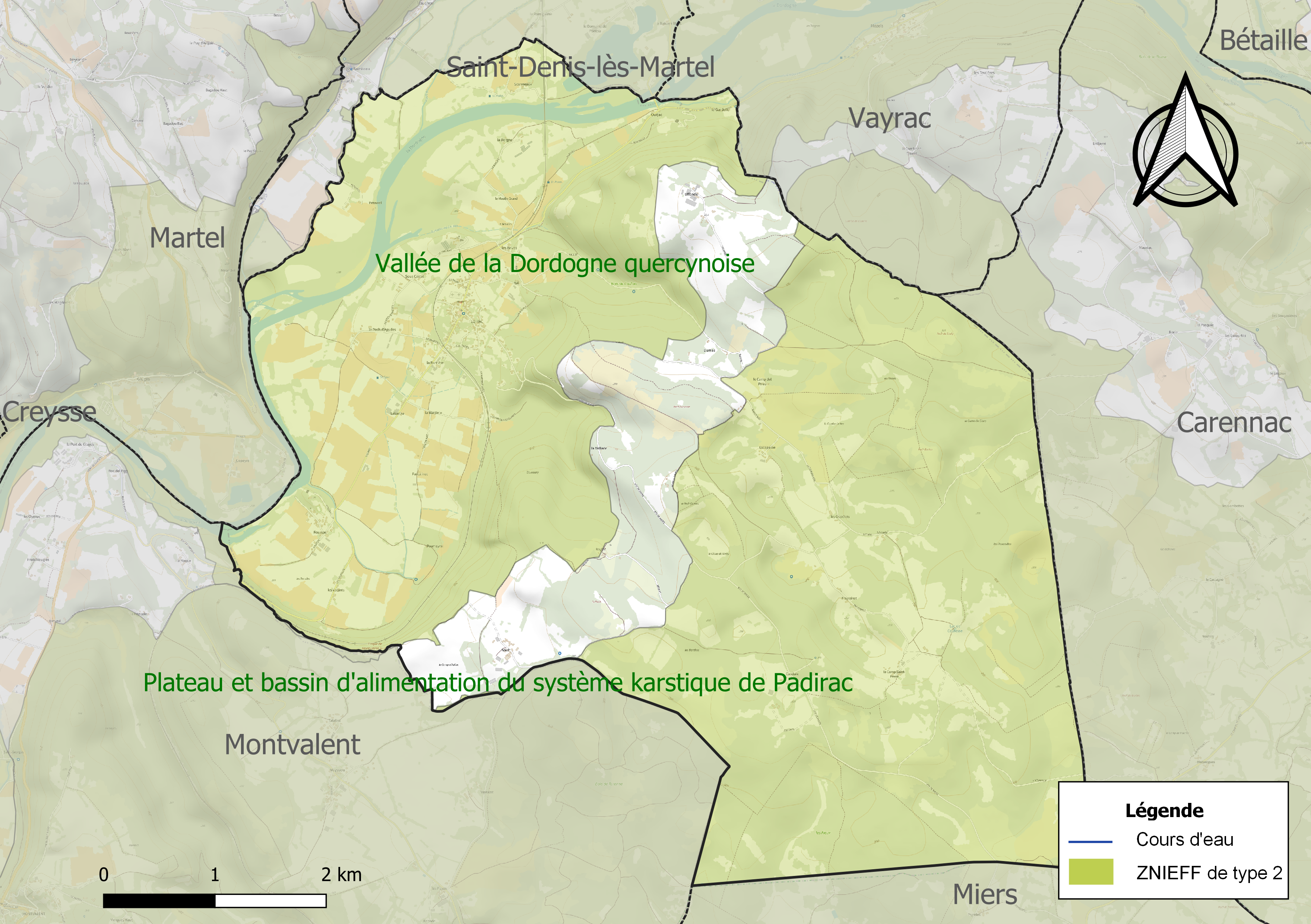
Carte des ZNIEFF de type 2 sur la commune.

## Urbanisme

### Typologie
Au 1er janvier 2024, Floirac est catégorisée commune rurale à habitat dispersé, selon la nouvelle grille communale de densité à sept niveaux définie par l'Insee en 2022.
Elle est située hors unité urbaine et hors attraction des villes,.

### Occupation des sols
L'occupation des sols de la commune, telle qu'elle ressort de la base de données européenne d’occupation biophysique des sols Corine Land Cover (CLC), est marquée par l'importance des forêts et milieux semi-naturels (60,5 % en 2018), une proportion sensiblement équivalente à celle de 1990 (60,7 %). La répartition détaillée en 2018 est la suivante : 
forêts (42,8 %), milieux à végétation arbustive et/ou herbacée (17,6 %), zones agricoles hétérogènes (12,8 %), prairies (12,7 %), cultures permanentes (8,2 %), eaux continentales (4,2 %), zones urbanisées (1,7 %). L'évolution de l’occupation des sols de la commune et de ses infrastructures peut être observée sur les différentes représentations cartographiques du territoire : la carte de Cassini (XVIIIe siècle), la carte d'état-major (1820-1866) et les cartes ou photos aériennes de l'IGN pour la période actuelle (1950 à aujourd'hui).

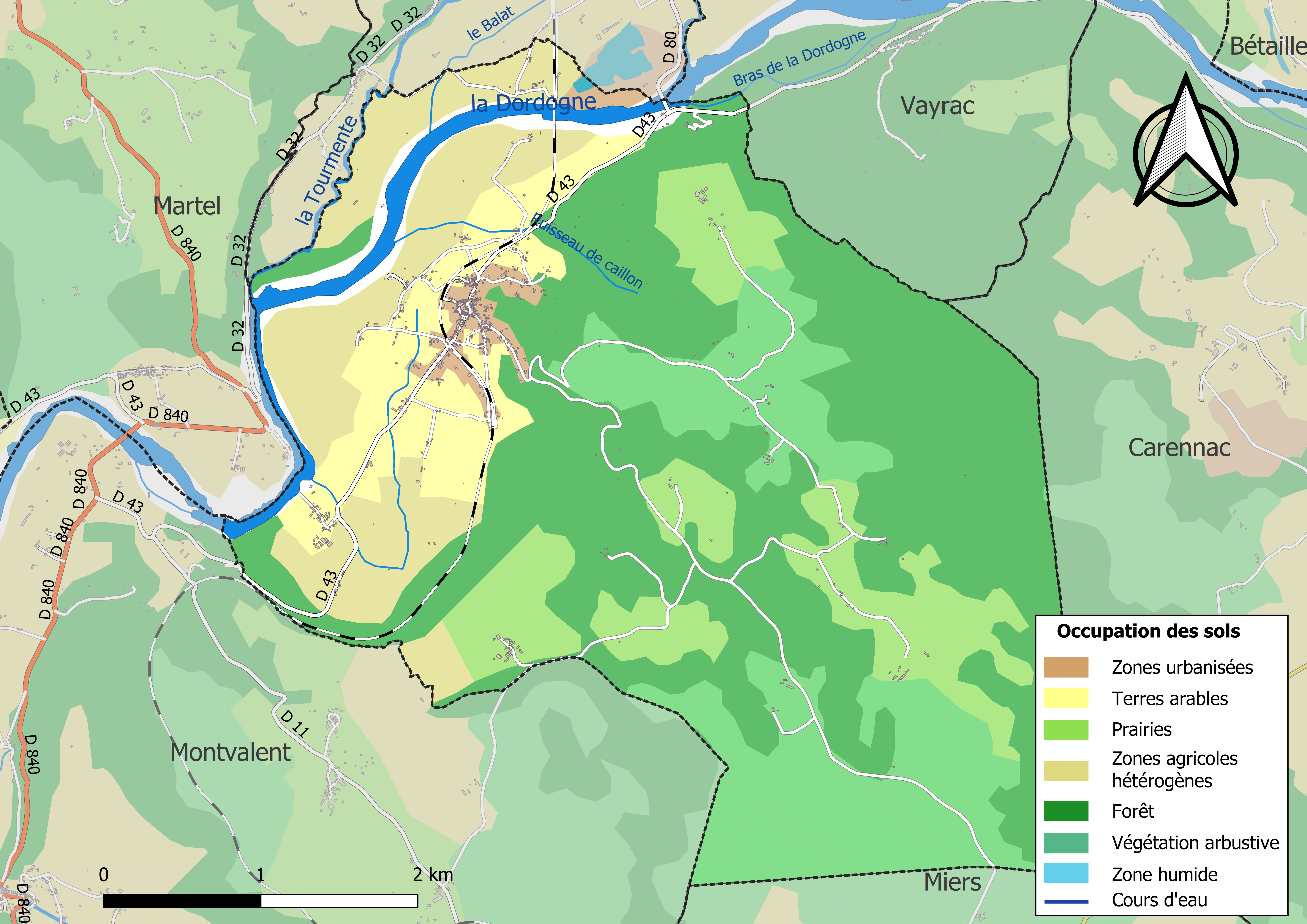
Carte des infrastructures et de l'occupation des sols de la commune en 2018 (CLC).

### Risques majeurs
Le territoire de la commune de Floirac est vulnérable à différents aléas naturels : météorologiques (tempête, orage, neige, grand froid, canicule ou sécheresse), inondations, feux de forêts, mouvements de terrains et séisme (sismicité très faible). Il est également exposé à deux risques technologiques,  le transport de matières dangereuses et la rupture d'un barrage. Un site publié par le BRGM permet d'évaluer simplement et rapidement les risques d'un bien localisé soit par son adresse soit par le numéro de sa parcelle.

#### Risques naturels
Certaines parties du territoire communal sont susceptibles d’être affectées par le risque d’inondation par débordement de cours d'eau, notamment la Dordogne et la Tourmente. La cartographie des zones inondables en ex-Midi-Pyrénées réalisée dans le cadre du XIe Contrat de plan État-région, visant à informer les citoyens et les décideurs sur le risque d’inondation, est accessible sur le site de la DREAL Occitanie. La commune a été reconnue en état de catastrophe naturelle au titre des dommages causés par les inondations et coulées de boue survenues en 1982, 1989, 1992, 1993 et 1999,.
Floirac est exposée au risque de feu de forêt. Un plan départemental de protection des forêts contre les incendies a été approuvé par arrêté préfectoral le 30 novembre 2015 pour la période 2015-2025. Les propriétaires doivent ainsi couper les broussailles, les arbustes et les branches basses sur une profondeur de 50 mètres, aux abords des constructions, chantiers, travaux et installations de toute nature, situées à moins de 200 mètres de terrains en nature
de bois, forêts, plantations, reboisements, landes ou friches. Le brûlage des déchets issus de l’entretien des parcs et jardins des ménages et des collectivités est interdit. L’écobuage est également interdit, ainsi que les feux de type méchouis et barbecues, à l’exception de ceux prévus dans des installations fixes (non situées sous couvert d'arbres) constituant une dépendance d'habitation.

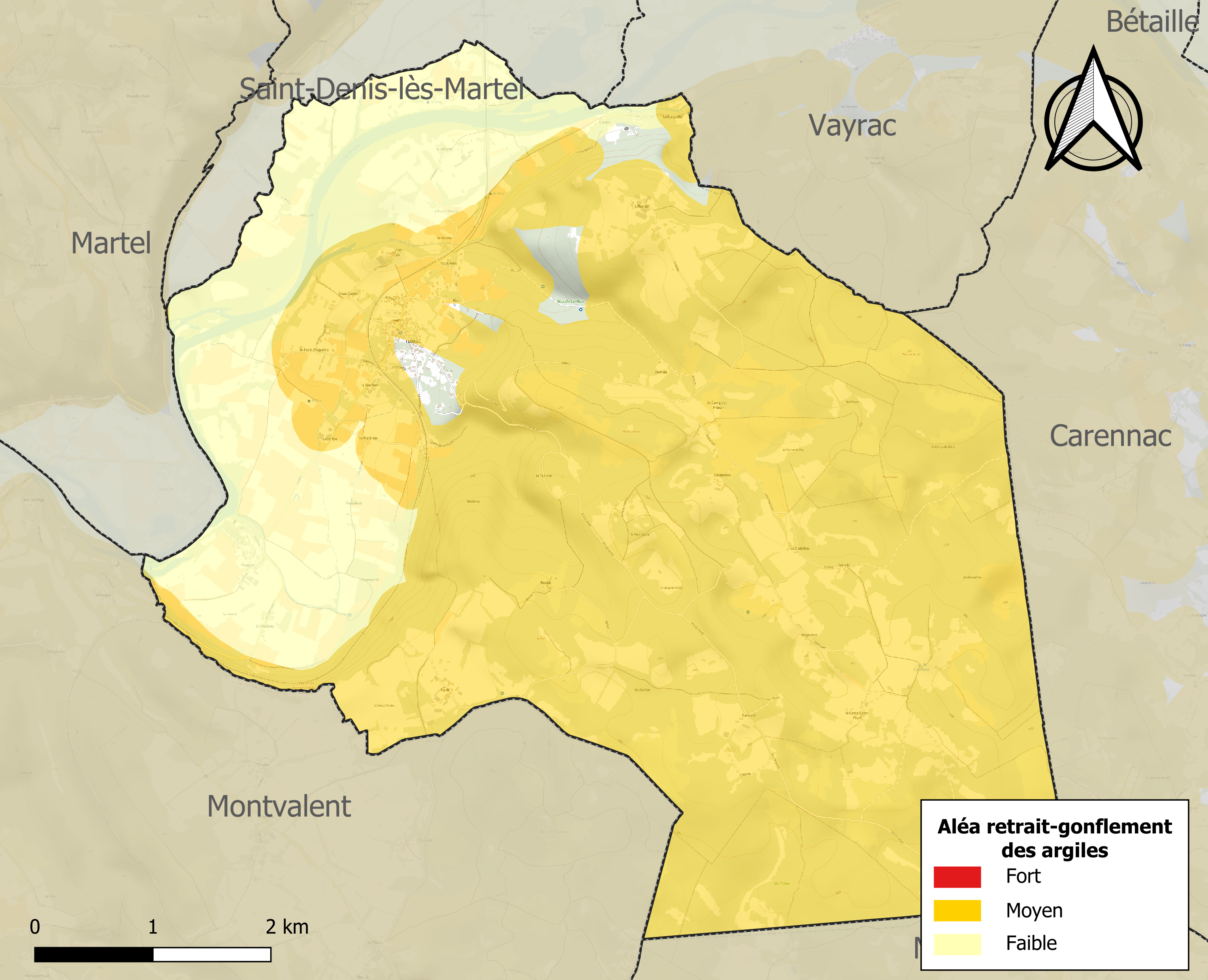
Carte des zones d'aléa retrait-gonflement des sols argileux de Floirac.

Les mouvements de terrains susceptibles de se produire sur la commune sont des affaissements et effondrements liés aux cavités souterraines (hors mines), des éboulements, chutes de pierres et de blocs, des glissements de terrain et des tassements différentiels. Par ailleurs, afin de mieux appréhender le risque d’affaissement de terrain, l'inventaire national des cavités souterraines permet de localiser celles situées sur la commune.
Le retrait-gonflement des sols argileux est susceptible d'engendrer des dommages importants aux bâtiments en cas d’alternance de périodes de sécheresse et de pluie. 78,8 % de la superficie communale est en aléa moyen ou fort (67,7 % au niveau départemental et 48,5 % au niveau national). Sur les 269 bâtiments dénombrés sur la commune en 2019, 196 sont en aléa moyen ou fort, soit 73 %, à comparer aux 72 % au niveau départemental et 54 % au niveau national. Une cartographie de l'exposition du territoire national au retrait gonflement des sols argileux est disponible sur le site du BRGM,.
Par ailleurs, afin de mieux appréhender le risque d’affaissement de terrain, l'inventaire national des cavités souterraines permet de localiser celles situées sur la commune.
Concernant les mouvements de terrains, la commune a été reconnue en état de catastrophe naturelle au titre des dommages causés par des mouvements de terrain en 1999.

#### Risques technologiques
Le risque de transport de matières dangereuses sur la commune est lié à sa traversée par une infrastructure ferroviaire. Un accident se produisant sur une telle infrastructure est susceptible d’avoir des effets graves sur les biens, les personnes ou l'environnement, selon la nature du matériau transporté. Des dispositions d’urbanisme peuvent être préconisées en conséquence.
La commune est en outre située en aval des barrages de Saint-Étienne-Cantalès et de Bort-les-Orgues, des ouvrages de classe A disposant d'une retenue de respectivement 133 millions et 477 millions de mètres cubes,. À ce titre elle est susceptible d’être touchée par l’onde de submersion consécutive à la rupture d'un de ces ouvrages.

## Toponymie
Le toponyme Floirac est basé sur l'anthroponyme gallo-romain Florus. La terminaison -ac est issue du suffixe gaulois -acon (lui-même du celtique commun *-āko-), souvent latinisé en -acum dans les textes. Ce toponyme Floracum se retrouve dans Floracum fundum qui signifiait : le domaine de Florus.

## Politique et administration
| Période                                                  | Période                              | Identité                         | Étiquette | Qualité             |
| -------------------------------------------------------- | ------------------------------------ | -------------------------------- | --------- | ------------------- |
| -                                                        | 1791                                 | Géraud Dunoyer-Lalande           |           |                     |
| Décembre 1791                                            | 1793                                 | Jean Terral                      |           |                     |
| 1793                                                     | Octobre 1793 (destitution)           | Géraud Dunoyer                   |           |                     |
| 7 janvier 1794                                           | 1795                                 | Jean Marbot                      |           |                     |
| 1795                                                     | 15 décembre 1797 (destitution)       | Léon Lajugie                     |           |                     |
| 15 décembre 1797                                         | 1800                                 | Léon Lamothe                     |           |                     |
| 1800                                                     | 1807                                 | Léon Lajugie                     |           |                     |
| 1807                                                     | 1824                                 | Pierre Puyjalon                  |           |                     |
| 1er avril 1824                                           | 1830                                 | Jean Baptiste Pascal Maury       |           |                     |
| 10 mars 1830                                             | 20 mai 1833 (démission)              | Léon Lamothe                     |           |                     |
| 20 mai 1833                                              | 1848                                 | Antoine François Dunoyer         |           |                     |
| 22 mars 1848                                             | 6 décembre 1851 (révoqué)            | Jean-Baptiste Linars             |           |                     |
| 8 décembre 1851                                          | 1862                                 | J. Pierre M. Joseph Alfred Maury |           |                     |
| 27 décembre 1862                                         | 30 septembre 1870 (suspendu)         | Félix Léonard Ludovic Maury      |           |                     |
| 30 septembre 1870                                        | 1871                                 | Léon Lamothe                     |           |                     |
| 6 juillet 1871                                           | 1876                                 | François Mazarguil               |           |                     |
| 7 juin 1876 (nommé) - 8 octobre 1876 (élu)               | 1879                                 | Jean-Baptiste Linars             |           |                     |
| juin 1879                                                | 1881                                 | Jean-Baptiste Roche              |           |                     |
| 23 janvier 1881                                          | 1891 (abandon - santé)               | Pierre Riviere                   |           |                     |
| 29 mai 1891                                              | 1896                                 | Jean-Baptiste Linars             |           |                     |
| mai 1896                                                 | 1899 (démission)                     | François Gary                    |           |                     |
| 30 juillet 1899                                          | 1900                                 | Antoine Lacassagne               |           |                     |
| Juin 1900                                                | 24 février 1911 (décès)              | Jean Léon Auguste Joachim Miret  |           |                     |
| 23 avril 1911                                            | 1912                                 | Calixte Pinquie                  |           |                     |
| mai 1912                                                 | 10 juin 1916 (décès)                 | Philippe Males                   |           |                     |
| 1916 (intérim) puis 10 décembre 1919 (élu)               | 1920 (démission)                     | Robert Treil                     |           |                     |
| 25 février 1920                                          | 1920                                 | Paul Lugol (fait fonction)       |           |                     |
| 28 mars 1920                                             | 1925                                 | Robert Martin                    |           |                     |
| Mai 1925                                                 | 1929                                 | Henri Laborie                    |           |                     |
| 19 mai 1929                                              | 23 mai 1941 (dissolution du conseil) | Martin Lafeuille                 |           |                     |
| 23 mai 1941 (président commission municipale)            | 1944                                 | Gustave Mezard                   |           |                     |
| octobre 1944 (Magistrat communal - comité de Libération) | 1944                                 | Antoine Magne                    |           |                     |
| 22 novembre 1944                                         | 1947                                 | Antoine Magne                    |           |                     |
| 2 novembre 1947                                          | 1953                                 | Joseph Daubet                    |           |                     |
| 10 mai 1953                                              | 1965                                 | Paul Alfred Passerat             |           |                     |
| 21 mars 1965                                             | 1983                                 | Marcel Soustre                   |           |                     |
| 21 mars 1983                                             | 1995                                 | René Alagnoux                    |           |                     |
| 23 juin 1995                                             | 2014                                 | Frédéric Bonnet-Madin            |           |                     |
| 2014                                                     | En cours                             | Raphaël Daubet                   | PRG-MRSL  | conseiller régional |
| Les données manquantes sont à compléter.                 |                                      |                                  |           |                     |

## Démographie
L'évolution du nombre d'habitants est connue à travers les recensements de la population effectués dans la commune depuis 1793. Pour les communes de moins de 10 000 habitants, une enquête de recensement portant sur toute la population est réalisée tous les cinq ans, les populations de référence des années intermédiaires étant quant à elles estimées par interpolation ou extrapolation. Pour la commune, le premier recensement exhaustif entrant dans le cadre du nouveau dispositif a été réalisé en 2004.

En 2022, la commune comptait 240 habitants, en évolution de −10,11 % par rapport à 2016 (Lot : +1,31 %, France hors Mayotte : +2,11 %).
| 1793 | 1800 | 1806 | 1821 | 1831 | 1836 | 1841 | 1846 | 1851 |
| ---- | ---- | ---- | ---- | ---- | ---- | ---- | ---- | ---- |
| 821  | 640  | 958  | 778  | 872  | 860  | 871  | 951  | 894  |

| 1856 | 1861  | 1866 | 1872 | 1876 | 1881 | 1886 | 1891 | 1896 |
| ---- | ----- | ---- | ---- | ---- | ---- | ---- | ---- | ---- |
| 945  | 1 526 | 935  | 868  | 855  | 789  | 785  | 760  | 716  |

| 1901 | 1906 | 1911 | 1921 | 1926 | 1931 | 1936 | 1946 | 1954 |
| ---- | ---- | ---- | ---- | ---- | ---- | ---- | ---- | ---- |
| 679  | 610  | 577  | 504  | 432  | 391  | 390  | 440  | 395  |

| 1962 | 1968 | 1975 | 1982 | 1990 | 1999 | 2004 | 2006 | 2009 |
| ---- | ---- | ---- | ---- | ---- | ---- | ---- | ---- | ---- |
| 370  | 365  | 337  | 291  | 242  | 277  | 266  | 268  | 271  |

| 2014 | 2019 | 2022 | - | - | - | - | - | - |
| ---- | ---- | ---- | - | - | - | - | - | - |
| 273  | 241  | 240  | - | - | - | - | - | - |

## Économie

### Revenus
En 2018, la commune compte 119 ménages fiscaux, regroupant 242 personnes. La médiane du revenu disponible par unité de consommation est de 21 420 € (20 740 € dans le département).

### Emploi
|                | 2008  | 2013   | 2018   |
| -------------- | ----- | ------ | ------ |
| Commune        | 6,4 % | 10,9 % | 13,5 % |
| Département    | 7,3 % | 8,9 %  | 9,6 %  |
| France entière | 8,3 % | 10 %   | 10 %   |

En 2018, la population âgée de 15 à 64 ans s'élève à 131 personnes, parmi lesquelles on compte 78,6 % d'actifs (65,1 % ayant un emploi et 13,5 % de chômeurs) et 21,4 % d'inactifs,. En  2018, le taux de chômage communal (au sens du recensement) des 15-64 ans est supérieur à celui du département et de la France, alors qu'en 2008 la situation était inverse.
La commune est hors attraction des villes,. Elle compte 38 emplois en 2018, contre 38 en 2013 et 37 en 2008. Le nombre d'actifs ayant un emploi résidant dans la commune est de 88, soit un indicateur de concentration d'emploi de 43,1 % et un taux d'activité parmi les 15 ans ou plus de 50,2 %.
Sur ces 88 actifs de 15 ans ou plus ayant un emploi, 29 travaillent dans la commune, soit 33 % des habitants. Pour se rendre au travail, 83,5 % des habitants utilisent un véhicule personnel ou de fonction à quatre roues, 3,5 % les transports en commun, 5,9 % s'y rendent en deux-roues, à vélo ou à pied et 7,1 % n'ont pas besoin de transport (travail au domicile).

### Activités hors agriculture
28 établissements sont implantés  à Floirac au 31 décembre 2019.
Le secteur du commerce de gros et de détail, des transports, de l'hébergement et de la restauration est prépondérant sur la commune puisqu'il représente 35,7 % du nombre total d'établissements de la commune (10 sur les 28 entreprises implantées  à Floirac), contre 29,9 % au niveau départemental.

### Agriculture
La commune est dans la Limargue », une petite région agricole occupant une bande verticale à l'est du territoire du département du Lot. En 2020, l'orientation technico-économique de l'agriculture  sur la commune est la polyculture et/ou le polyélevage.
|               | 1988 | 2000 | 2010 | 2020 |
| ------------- | ---- | ---- | ---- | ---- |
| Exploitations | 29   | 16   | 14   | 15   |
| SAU (ha)      | 586  | 624  | 623  | 885  |

Le nombre d'exploitations agricoles en activité et ayant leur siège dans la commune est passé de 29 lors du recensement agricole de 1988  à 16 en 2000 puis à 14 en 2010 et enfin à 15 en 2020, soit une baisse de 48 % en 32 ans. Le même mouvement est observé à l'échelle du département qui a perdu pendant cette période 60 % de ses exploitations,. La surface agricole utilisée sur la commune est restée relativement stable, passant de 586 ha en 1988 à 885 ha en 2020. Parallèlement la surface agricole utilisée moyenne par exploitation a augmenté, passant de 20 à 59 ha.

## Culture locale et patrimoine

### Lieux et monuments
- Chapelle Saint-Roch, datant du XVe siècle, inscrite au titre des monuments historiques par arrêté du 10 décembre 1925[50] ;
- Église Saint-Georges, datant du XVIIe siècle, inscrite au titre des monuments historiques par arrêté du 30 mai 1978[51] ; Plusieurs objets sont référencer dans la base Palissy[51].
- Tour de Floirac, datant du Moyen Âge, inscrite au titre des monuments historiques par arrêté du 8 août 2013[52].
- Pont Miret suspendu de 140 m franchissant la Dordogne.

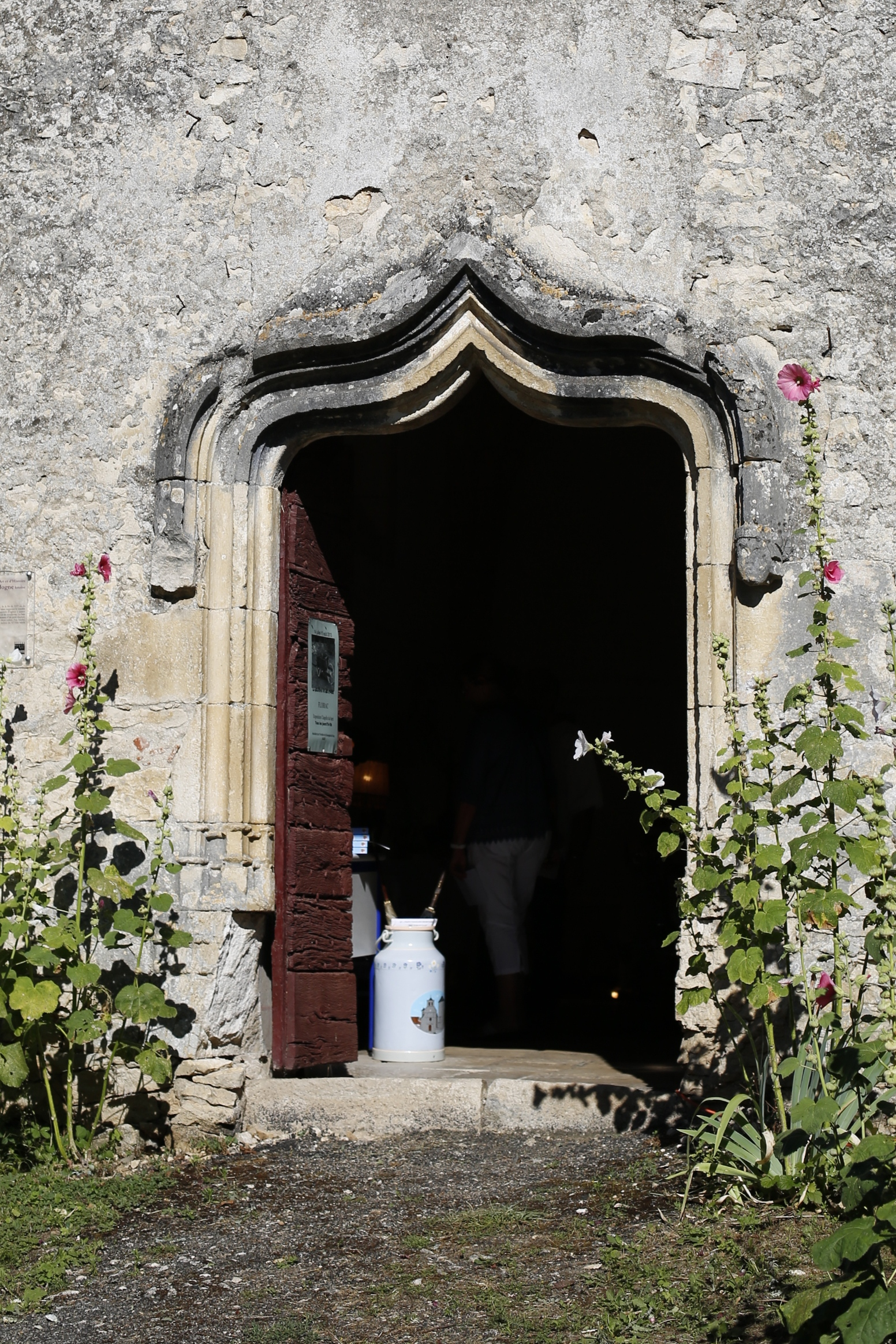
Entrée de la chapelle Saint-Roch.
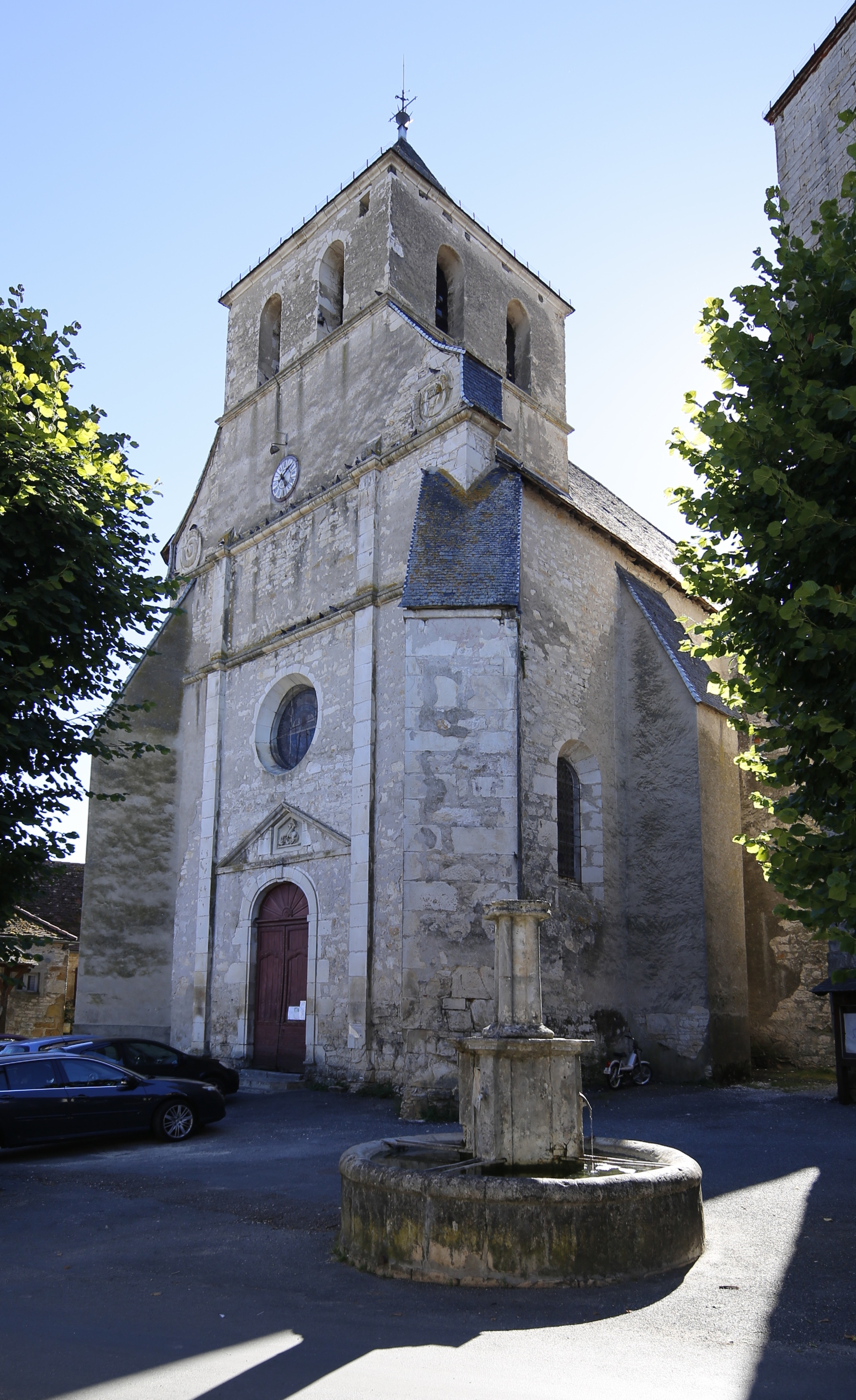
L'église Saint-Georges.

### Dolmens
- Dolmen de Camp del Prieu : 44° 54′ 47″ N, 1° 40′ 54″ E
- Dolmens de Candare : le dolmen no 1 a conservé sa table (2,10 mètres de long et 1,50 mètre de large) ; le dolmen no 2 se caractérise par deux orthostates très longs (plus de 3 mètres) et une dalle de chevet très haute (1,70 mètre de haut pour 1,40 mètre de large) 44° 53′ 30″ N, 1° 40′ 57″ E et 44° 53′ 28″ N, 1° 40′ 52″ E
- Dolmen de la Combe de Xey : dolmen enfoui dans son tumulus et surmonté d'une gariotte 44° 54′ 25″ N, 1° 41′ 02″ E
- Dolmens des Barthes : 2 dolmens
- Dolmen du Cloup de Roual : dolmen dont le sol de la chambre sépulcrale est orné d'un dallage 44° 53′ 33″ N, 1° 41′ 47″ E
- Dolmen du Pech-Cayrou : la table de plus de 10 m2 s'est effondrée sur ses orthostates de support 44° 54′ 17″ N, 1° 40′ 24″ E
- Dalle du Camp de Rastoul et Dalle du Ressegayre : belles dalles de calcaire reposant sur le sol, ce ne sont à proprement parler des dolmens, mais plutôt des dalles en mouvement qui ont été abandonnées en cours de route 44° 54′ 06″ N, 1° 40′ 21″ E (Ressegayre)

### Personnalités liées à la commune
- Jean Dellac (1876-1937), homme politique français.

#### Site de l'Insee
1. ↑  « La grille communale de densité », sur le site de l'Insee, 28 mai 2024 (consulté le 28 juin 2024).
2. ↑  Insee, « Métadonnées de la commune de Floirac ».
3. ↑  « Base des aires d'attraction des villes 2020. », sur le site de l'Insee, 21 octobre 2020 (consulté le 28 juin 2024).
4. ↑  Marie-Pierre de Bellefon, Pascal Eusebio, Jocelyn Forest, Olivier Pégaz-Blanc et Raymond Warnod (Insee), « En France, neuf personnes sur dix vivent dans l’aire d’attraction d’une ville », sur le site de l'Insee, 21 octobre 2020 (consulté le 28 juin 2024).
5. ↑  « REV T1 - Ménages fiscaux de l'année 2018 à Floirac » (consulté le 5 février 2022).
6. ↑  « REV T1 - Ménages fiscaux de l'année 2018 dans le Lot » (consulté le 5 février 2022).
7. 1 2  « Emp T1 - Population de 15 à 64 ans par type d'activité en 2018 à Floirac » (consulté le 5 février 2022).
8. ↑  « Emp T1 - Population de 15 à 64 ans par type d'activité en 2018 dans le Lot » (consulté le 5 février 2022).
9. ↑  « Emp T1 - Population de 15 à 64 ans par type d'activité en 2018 dans la France entière » (consulté le 5 février 2022).
10. ↑  « Base des aires d'attraction des villes 2020 », sur site de l'Insee (consulté le 10 avril 2021).
11. ↑  « Emp T5 - Emploi et activité en 2018 à Floirac » (consulté le 5 février 2022).
12. ↑  « ACT T4 - Lieu de travail des actifs de 15 ans ou plus ayant un emploi qui résident dans la commune en 2018 » (consulté le 5 février 2022).
13. ↑  « ACT G2 - Part des moyens de transport utilisés pour se rendre au travail en 2018 » (consulté le 5 février 2022).
14. ↑  « DEN T5 - Nombre d'établissements par secteur d'activité au 31 décembre 2019 à Floirac » (consulté le 14 février 2022).
15. ↑  « DEN T5 - Nombre d'établissements par secteur d'activité au 31 décembre 2019 dans le Lot » (consulté le 14 février 2022).

#### Autres sources
1. ↑  Carte IGN sous Géoportail
2. 1 2  Daniel Joly, Thierry Brossard, Hervé Cardot, Jean Cavailhes, Mohamed Hilal et Pierre Wavresky, « Les types de climats en France, une construction spatiale », Cybergéo, revue européenne de géographie - European Journal of Geography, no 501,‎ 18 juin 2010 (DOI 10.4000/cybergeo.23155, lire en ligne, consulté le 14 novembre 2023)
3. ↑  « Zonages climatiques en France métropolitaine. », sur pluiesextremes.meteo.fr (consulté le 14 novembre 2023).
4. ↑  « Orthodromie entre Floirac et Lunegarde », sur fr.distance.to (consulté le 14 novembre 2023).
5. ↑  « Station Météo-France « Lunegarde » (commune de Lunegarde) - fiche climatologique - période 1991-2020 », sur donneespubliques.meteofrance.fr (consulté le 14 novembre 2023).
6. ↑  « Station Météo-France « Lunegarde » (commune de Lunegarde) - fiche de métadonnées. », sur donneespubliques.meteofrance.fr (consulté le 14 novembre 2023).
7. ↑  « Climadiag Commune : diagnostiquez les enjeux climatiques de votre collectivité. », sur meteofrance.fr, novembre 2022 (consulté le 14 novembre 2023).
8. ↑  « Les espaces protégés. », sur le site de l'INPN (consulté le 10 mai 2022).
9. ↑  « Liste des espaces protégés sur la commune », sur le site de l'inventaire national du patrimoine naturel (consulté le 2 septembre 2021).
10. ↑  « le géoparc des Causses du Quercy »(Archive.org • Wikiwix • Archive.is • Google • Que faire ?), sur le site des Géoparks de l'Unesco (consulté le 26 août 2021).
11. ↑  « géoparc des causses du Quercy », sur le site de l'inventaire national du patrimoine naturel (consulté le 1er septembre 2021).
12. ↑  « Réserve de biosphère du bassin de la Dordogne », sur mab-france.org (consulté le 2 septembre 2021).
13. ↑  « Bassin de la Dordogne - zone tampon - fiche descriptive », sur le site de l'inventaire national du patrimoine naturel (consulté le 1er septembre 2021).
14. ↑  « le « cours lotois de la Dordogne » - fiche descriptive », sur le site de l'inventaire national du patrimoine naturel (consulté le 2 septembre 2021).
15. ↑  « les « falaises lotoises (rapaces) » - fiche descriptive », sur le site de l'inventaire national du patrimoine naturel (consulté le 2 septembre 2021).
16. ↑  Réseau européen Natura 2000, Ministère de la transition écologique et solidaire
17. ↑  « Liste des zones Natura 2000 de la commune de Floirac », sur le site de l'Inventaire national du patrimoine naturel (consulté le 2 septembre 2021).
18. ↑  « site Natura 2000 FR7300898 - fiche descriptive », sur le site de l'inventaire national du patrimoine naturel (consulté le 2 septembre 2021).
19. 1 2  « Liste des ZNIEFF de la commune de Floirac », sur le site de l'Inventaire national du patrimoine naturel (consulté le 2 septembre 2021).
20. ↑  « ZNIEFF « la Dordogne quercynoise » - fiche descriptive », sur le site de l'inventaire national du patrimoine naturel (consulté le 1er septembre 2021).
21. ↑  « ZNIEFF les « pelouses sèches et bois de la partie Nord du causse de Gramat et rivière souterraine de Padirac » - fiche descriptive », sur le site de l'inventaire national du patrimoine naturel (consulté le 2 septembre 2021).
22. ↑  « ZNIEFF les « pentes forestières d'Ourjac et Mézels » - fiche descriptive », sur le site de l'inventaire national du patrimoine naturel (consulté le 2 septembre 2021).
23. ↑  « ZNIEFF le « plateau et bassin d'alimentation du système karstique de Padirac » - fiche descriptive », sur le site de l'inventaire national du patrimoine naturel (consulté le 2 septembre 2021).
24. ↑  « ZNIEFF la « vallée de la Dordogne quercynoise » - fiche descriptive », sur le site de l'inventaire national du patrimoine naturel (consulté le 1er septembre 2021).
25. ↑  « CORINE Land Cover (CLC) - Répartition des superficies en 15 postes d'occupation des sols (métropole). », sur le site des données et études statistiques du ministère de la Transition écologique. (consulté le 14 avril 2021).
26. 1 2 3  « Les risques près de chez moi - commune de Floirac », sur Géorisques (consulté le 17 octobre 2022).
27. ↑  BRGM, « Évaluez simplement et rapidement les risques de votre bien », sur Géorisques (consulté le 13 septembre 2022).
28. ↑  DREAL Occitanie, « CIZI », sur occitanie.developpement-durable.gouv.fr (consulté le 13 septembre 2022).
29. ↑  « Dossier départemental des risques majeurs dans le Lot », sur lot.gouv.fr (consulté le 13 septembre 2022), partie 1 -  chapitre Risque inondation.
30. ↑  « Dossier départemental des risques majeurs dans le Lot », sur lot.gouv.fr (consulté le 13 septembre 2022).
31. ↑  « Dossier départemental des risques majeurs dans le Lot », sur lot.gouv.fr (consulté le 13 septembre 2022), chapitre Mouvements de terrain.
32. 1 2  « Liste des cavités souterraines localisées sur la commune de Floirac », sur georisques.gouv.fr (consulté le 13 septembre 2022).
33. ↑  « Retrait-gonflement des argiles », sur le site de l'observatoire national des risques naturels (consulté le 13 septembre 2022).
34. ↑  « Dossier départemental des risques majeurs dans le Lot », sur lot.gouv.fr (consulté le 13 septembre 2022), chapitre Risque transport de matières dangereuses.
35. ↑  Article R214-112 du code de l’environnement
36. ↑  « barrage de Saint-Étienne-Cantalès », sur barrages-cfbr.eu (consulté le 13 septembre 2022).
37. ↑  « barrage de Bort-les-Orgues », sur barrages-cfbr.eu (consulté le 13 septembre 2022).
38. ↑  « Dossier départemental des risques majeurs dans le Lot », sur lot.gouv.fr (consulté le 13 septembre 2022), chapitre Risque rupture de barrage.
39. ↑  Gaston Bazalgues, À la découverte des noms de lieux du Quercy : Toponymie lotoise, Gourdon, Éditions de la Bouriane et du Quercy, juin 2002, 127 p. (ISBN 2-910540-16-2), p. 39.
40. ↑  « Les maires de Floirac », sur Site francegenweb, 19 février 2011 (consulté le 4 février 2017).
41. ↑  Anne-Marie Daubet, « Sur une liste des maires de Floirac.. », Du côté de Floirac,‎ mars-avril 1999, p. 4-6 (lire en ligne).
42. ↑  L'organisation du recensement, sur insee.fr.
43. ↑  Calendrier départemental des recensements, sur insee.fr.
44. ↑  Des villages de Cassini aux communes d'aujourd'hui sur le site de l'École des hautes études en sciences sociales.
45. ↑  Fiches Insee - Populations de référence de la commune pour les années 2006, 2007, 2008, 2009, 2010, 2011, 2012, 2013, 2014, 2015, 2016, 2017, 2018, 2019, 2020, 2021 et 2022.
46. ↑  « Les régions agricoles (RA), petites régions agricoles(PRA) - Année de référence : 2017 », sur agreste.agriculture.gouv.fr (consulté le 14 février 2022).
47. ↑  Présentation des premiers résultats du recensement agricole 2020, Ministère de l’agriculture et de l’alimentation, 10 décembre 2021
48. 1 2  « Fiche de recensement agricole - Exploitations ayant leur siège dans la commune de Floirac - Données générales », sur recensement-agricole.agriculture.gouv.fr (consulté le 14 février 2022).
49. ↑  « Fiche de recensement agricole - Exploitations ayant leur siège dans le département du Lot » (consulté le 14 février 2022).
50. ↑  Chapelle Notice no PA00095085, sur la plateforme ouverte du patrimoine, base Mérimée, ministère français de la Culture.
51. 1 2  Église Notice no PA00095086, sur la plateforme ouverte du patrimoine, base Mérimée, ministère français de la Culture.
52. ↑  Notice no PA46000061, sur la plateforme ouverte du patrimoine, base Mérimée, ministère français de la Culture.